# Граф де Пинто
Граф де Пинто — испанский дворянский титул. Он был создан 2 июля 1624 года королем Испании Филиппом IV для Луиса Каррильо де Толедо, маркиза де Карасена.
Название графского титула происходит от названия муниципалитета Пинто, провинция Мадрид, автономное сообщество Мадрид.

## Происхождение графов де Пинто
Луис Каррильо де Толедо, 1-й граф де Пинто, вел своё происхождение от португальского дворянина Лопе Васкеса де Акуньи, который переселился в Кастилию в правление Энрике III в 1397 году, и его супруги, Терезы Каррильо де Альборнос. Их сын Гомес Каррильо де Акунья (1414—1446), сеньор де Хадраке, был камареро-майор королей Хуана II и Энрике IV. Он женился на Марии де Кастилия и Салазар, внучке короля Кастилии Педро I Жестокого. Их сын Алонсо Каррильо де Акунья (1435—1482), сеньор де Карасена, женился на Леонор Альварес де Толедо и Гусман, 5-й сеньоре де Пинто, дочери и наследнице сеньора де Пинто, Педро Суареса де Толедо. Алонсо Каррильо де Акунья и его супруга получили во владение от католических королей Изабеллы Кастильской и Фердинанда Арагонского сеньории Карасена и Инес в провинция Сория. Алонсо наследовал его сын Гомес Каррильо де Акунья, 6-й сеньор де Пинто, который вступил в брак с Беатрис Сармьенто. Их сын, Алонсо Каррильо де Акунья, 7-й сеньор де Пинто, был трижды женат (на Каталине де Суньига, Санче Пачеко Хирон и Марии де Гусман). Ему наследовал его сын, Луис Каррильо де Толедо (? — 1590), 8-й сеньор де Пинто и сеньор де Карасена, был женат на Леонор Чакон, который стал 1-м маркизом де Карасена (1624) и 1-м графом де Пинто (1624).

## Список графов де Пинто
|                                             | Титул                                                        | Период                                      |
| Креация создана королем Испании Филиппом IV | Креация создана королем Испании Филиппом IV                  | Креация создана королем Испании Филиппом IV |
| ------------------------------------------- | ------------------------------------------------------------ | ------------------------------------------- |
| I                                           | Луис Каррильо де Толедо                                      | 1624-1626                                   |
| II                                          | Анна Каррильо де Толедо                                      | 1626 — ?                                    |
| III                                         | Луис Франсиско де Бенавидес Каррильо                         | ? — 1668                                    |
| IV                                          | Анна Антония де Бенавидес Каррильо де Толедо и Понсе де Леон | 1668-1707                                   |
| V                                           | Франсиско Мария де Паула Тельес-Хирон и Бенавидес            | 1707-1716                                   |
| VI                                          | Хосе Мария Тельес-Хирон и Бенавидес                          | 1716-1733                                   |
| VII                                         | Педро Соило Тельес-Хирон и Перес де Гусман                   | 1733-1787                                   |
| VIII                                        | Педро де Алькантара Тельес-Хирон и Пачеко                    | 1787-1807                                   |
| IX                                          | Франсиско де Борха Тельес-Хирон и Пиментель                  | 1807-1820                                   |
| X                                           | Педро де Алькантара Тельес-Хирон и Бофорт-Спонтин            | 1820-1844                                   |
| XI                                          | Мариано Тельес-Хирон и Бофорт-Спонтин                        | 1844-1882                                   |
| XII                                         | Педро де Алькантара Тельес-Хирон и Фернандес де Сантильян    | 1882-1900                                   |
| XIII                                        | Луис Мария Тельес-Хирон и Фернандес де Кордова               | 1900-1909                                   |
| XIV                                         | Мариано Тельес-Хирон и Фернандес де Кордова                  | 1909-1931                                   |
| XV                                          | Анхела Мария Тельес-Хирон и Дуке де Эстрада                  | 1959-2015                                   |
| XVI                                         | Анхела Мария де Солис-Бомонт и Тельес-Хирон                  | 2016 — настоящее время                      |

## История графов де Пинто
- Луис Каррильо де Толедо[исп.] (1564 — 2 февраля 1626), 1-й граф де Пинто, 1-й маркиз де Карасена (ранее граф де Карасена). Сын Луиса Каррильо де Толедо, 8-го сеньора де Пинто, и Леонор Чакон.

1. Супруга с 1624 года Анна Мария де Акунья и Гусман (1599—1683), 3-я маркиза де Вальесеррато. Ему наследовала их дочь:

- Анна Каррильо де Толедо, 2-я графиня де Пинто, 2-я маркиза де Карасена.

1. Супруг — Луис Франсиско де Бенавидес и Кортес, 4-й маркиз де Фромиста. Ей наследовал их сын:

- Луис Франсиско де Бенавидес и Каррильо де Толедо (20 сентября 1598 — 6 января 1668), 3-й граф де Пинто, 3-й маркиз де Карасена, 5-й маркиз Фромиста.

1. Супруга — Каталина Понсе де Леон и Фернандес де Кордова, дочь Родриго Понсе де Леона и Альвареса де Толедо, 4-го герцога де Аркос, вице-короля Валенсии и Неаполя, и Анны Франсиски Фернандес де Арагон и Кардоны. Ему наследовала их дочь:

- Анна Антония де Бенавидес Каррильо де Толедо и Понсе де Леон (1656—1707), 4-я графиня де Пинто, 4-я маркиза де Карасена, 6-я маркиза де Фромиста.

1. Супруг — Гаспар Тельес-Хирон и Сандоваль (1625—1694), 5-й герцог де Осуна, 5-й маркиз де Пеньяфьель, 9-й граф де Уренья. Ей наследовал их сын:

- Франсиско Мария де Паула Тельес-Хирон и Бенавидес (1678—1716), 5-й граф де Пинто, 6-й герцог Осуна.

1. Супруга — Мария Ремигия дель Пилар де Веласко и Бенавидес (1678—1734), дочь Иньиго Мельчора Фернандеса де Веласко и Гусмана, 7-го герцога де Фриас, и Марии де Бенавидес. Ему наследовал его младший брат:

- Хосе Мария Тельес-Хирон и Бенавидес (25 мая 1685 — 18 марта 1733), 6-й граф де Пинто, 7-й герцог Осуна, 5-й маркиз де Карасена, 7-й маркиз Фромиста.

1. Супруга — Франсиска Бибиана Перес де Гусман Эль-Буэно и Сильва, дочь Мануэля Алонсо Клароса Эль-Буэно Переса де Гусмана, 12-го герцога де Медина-Сидония, и Луизы Марии де Сильва и Аро. Ему наследовал их сын:

- Педро Соило Тельес-Хирон и Перес де Гусман (27 июня 1728 — 1 апреля 1787), 7-й граф де Пинто, 8-й герцог Осуна.

1. Супруга — Мария Висента Пачеко Тельес-Хирон, дочь Франсиско Хавьера Пачеко Тельес-Хирона, 6-го герцога де Уседа, и Марии Доминги Тельес-Хирон и Фернандес де Веласко, 8-го маркиза де Берланга. Ему наследовал его сын:

- Педро де Алькантара Тельес-Хирон и Пачеко (8 августа 1755 — 7 января 1807), 8-й граф де Пинто, 9-й герцог Осуна, 10-й маркиз де Пеньяфьель, граф де Фонтанар, 13-й граф де Уренья.

1. Супруга — Мария Хосефа Пиментель Тельес-Хирон (1750—1834), 12-я герцогиня де Бенавенте, 15-я графиня де Бенавенте, 18-я графиня де Майорга, 16-я графиня де Луна, 13-я герцогиня де Бехар (грандесса Испании), 13-я герцогиня де Пласенсия (грандесса Испании), 12-я герцогиня де Аркос (грандесса Испании), 14-я герцогиня де Гандия (грандесса Испании), 10-я герцогиня де Мандас-де-Вильянуэва, 12-я маркиза де Ломбай, 8-я маркиза де Хабалькинто, 14-я маркиза де Хибралеон, 9-я маркиза де Терранова, 16-я маркиза де Сахара, 14-я графиня де Баньярес, 15-я графиня де Белалькасар, 14-я графиня де Олива, 11-я графиня де Маяльде, 12-я графиня де Байлен, 12-я графиня де Касарес, 15-я виконтесса де Ла-Пуэбла-де-Алькосер. Ему наследовал их сын:

- Франсиско де Борха Тельес-Хирон и Альфонсо Пиментель (6 октября 1785 — 21 мая 1820), 9-й граф де Пинто, 13-й герцог Бенавенте, 10-й герцог Осуна (гранд Испании), герцог Бехар (гранд Испании), герцог Гандия (гранд Испании), герцог Аркос (гранд Испании), маркиз де Ломбай (гранд Испании), 11-й маркиз де Пеньяфьель, маркиз де Сахара, граф де Майорга, граф де Фонтанар, граф де Бенавенте.

1. Супруга — Мария Франсиска де Бофорт-Спонтин (1785—1830), графиня де Бофорт, дочь Фредерика Августа Александра, герцога де Бофорт-Спонтин, и Марии де лос Долорес Леопольды де Толедо и Сальм-Сальм, 10-й маркизы де Альменара. Ему наследовал их старший сын:

- Педро де Алькантара Тельес-Хирон и Бофорт-Спонтин (10 сентября 1810 — 29 сентября 1844), 10-й граф де Пинто, 14-й герцог Бенавенте, 15-й герцог Гандия (гранд Испании), 14-й герцог Бехар (гранд Испании), 14-й герцог дель Инфантадо (гранд Испании), 14-й герцог Пласенсия (гранд Испании), 11-й герцог Мандас-де-Вильянуэва (гранд Испании), 13-й герцог Аркос (гранд Испании), 13-й герцог Медина-де-Риосеко (гранд Испании), 11-й герцог Осуна (гранд Испании), 11-й герцог Лерма (гранд Испании), 10-й герцог Пастрана (градн Испании), 11-й герцог Франкавилья (гранд Испании), маркиз де Ломбай (гранд Испании), 16-й маркиз де Тавара (гранд Испании), маркиз дель Сенете (гранд Испании), 12-й маркиз де Пеньяфьель, 15-й маркиз де Хибралеон, маркиз де Сахара, 15-й маркиз де Сантильяна, граф де Ангуэсо, граф де Альменара, граф де Альхесилья, граф де Сеа, маркиз де Терранова, 16-й граф де Бенавенте, 15-й граф де Уренья, граф де Майорга, 15-й граф де Баньярес, граф де Олива, граф де Маяльде, 16-й граф де Белалькасар, 15-й граф де Реаль-де-Мансанарес, 17-й граф Сальданья, граф дель-Сид, граф де Мельгар, граф де ла Фронтера, 13-й граф де Байлен, 11-й граф де Вильяда и виконт де ла Пуэбла-де-Алькосер. Холост и бездетен. Ему наследовал его младший брат:

- Мариано Тельес-Хирон и Бофорт-Спонтин (19 июля 1814 — 2 июня 1882), 11-й граф де Пинто, 15-й герцог Бенавенте, 12-й герцог Осуна (гранд Испании), 15-й герцог Бехар (гранд Испании), 15-й герцог Пласенсия (гранд Испании), 16-й герцог Гандия (гранд Испании), 12-й герцог де Мандас-де-Вильянуэва (гранд Испании), 14-й герцог Аркос (гранд Испании), 15-й герцог дель Инфантадо (гранд Испании), 14-й герцог Медина-де-Риосеко (гранд Испании), 12-й герцог Лерма (гранд Испании), 11-й герцог де Пастрана (гранд Испании), 12-й герцог Франкавилья (гранд Испании), маркиз де Тавара (гранд Испании), маркиз дель Сенете (гранд Испании), маркиз де Ломбай (гранд Испании), 12-й маркиз де Пеньяфьель, 16-й маркиз де Хибралеон, маркиз де Сахара, 16-й маркиз де Сантильяна, маркиз де Ангуэсо, маркиз де Альменара, маркиз де Сеа, маркиз де Терранова, 17-й граф де Бенавенте, 15-й граф де Уренья, граф де Майорга, 16-й граф де Баньярес, граф де Олива, граф де Маяльде, 17-й граф де Белалькасар, 16-й граф дель Реаль-де-Мансанарес, 18-й граф Сальданья, граф дель-Сид, граф де Мельгар, 14-й граф де Байлен, 12-й граф де Вильяда и виконт де ла Пуэбла-де-Алькосер.

1. Супруга — Мария Леонор Кресцентия цу Сальм-Сальм (1842—1891), дочь Франца Жозефа Фридриха Филиппа цу Сальм-Сальм и Софии Лёвенштейн-Вертгейм-Розенберг. Их брак был бездетным. После его смерти его многочисленные титулы были распределены между его родственниками. Титул графа де Пинто получил внук 8-го графа де Пинто:

- Педро де Алькантара Тельес-Хирон и Фернандес де Сантильян (4 сентября 1812—1900), 12-й граф де Пинто, 16-й герцог Бенавенте, 13-й герцог Осуна (гранд Испании), 17-й герцог Гандия (гранд Испании), герцог Пастрана (гранд Испании), герцог Медина-де-Риосеко (гранд Испании), герцог Бехар (гранд Испании), 10-й маркиз де Хабалькинто, 17-й граф де Уренья и граф де Бенавенте. Сын Педро де Алькантары Тельес-Хирона и Пиментеля (1786—1851), 9-го маркиза де Хабалькинто и 2-го принца де Англона, и Марии дель Росарио Фернандес де Сантильян и Вальдивия (1795—1857).

1. Супруга — Хулия Фернанда де Домине и Десмаисиерес (1842—1901), дочь Антонио Хосе Домине и Мена и Марии Долорес Десмаисиерес и Фернандес де Сантильян. Ему наследовал его племянник:

- Луис Мария Тельес-Хирон и Фернандес де Кордова (3 марта 1870—1909), 13-й граф де Пинто, 12-й герцог Уседа, 17-й герцог Эскалона, 14-й герцог Осуна, 12-й маркиз де Бельмонте, 16-й маркиз Вильена, 18-й граф де Уренья и 18-й граф Оропеса. Сын Франсиско де Борха Тельес-Хирона и Фернандеса де Веласко (1839—1897), 11-го герцога де Уседа, и Анхелы Марии де Константинопла Фернандес де Кордовы и Перес де Баррадас. Ему наследовал его младший брат:

- Мариано Тельес-Хирон и Фернандес де Кордова (9 сентября 1887 — 3 октября 1931), 14-й граф де Пинто, 13-й герцог Уседа, 18-й герцог Эскалона, 15-й герцог Осуна, 13-й маркиз де Бельмонте, 17-й маркиз Вильена, 21-й граф де Альба-де-Листе, 19-й граф де Уренья, 19-й граф Оропеса.

1. Супруга — Петра Дуке де Эстрада и Морено (1900—1985), дочь Хуана Антонио де Эстрада и Кабеса де Вака, 8-го маркиза де Вильяпанес, 5-го маркиза де Торре-Бланка-де-Альхарафе, 8-го маркиза де Каса-Эстрада, и Марии де ла Консоласьон Морено и Сулета, дочери Педро Морено де ла Серны, 5-го графа де лос Андес. Ему наследовала их единственная дочь:

- Анхела Мария Тельес-Хирон и Дуке де Эстрада (7 февраля 1925 — 29 мая 2015), 15-я графиня де Пинто (племянница 12-го графа де Пинто), 14-я герцогиня де Уседа, 16-я герцогиня де Осуна, 20-я герцогиня де Медина-де-Риосеко, 17-я герцогиня де Бенавенте, 16-я герцогиня де Аркос, 19-я герцогиня де Гандия, 19-я герцогиня де Эскалона, 18-я маркиза де Берланга, 14-я маркиза де Бельмонте, 19-я маркиза де Вильена, 12-я маркиза де Хабалькинто, 18-я маркиза де Фречилья и Вильяррамьель, 12-я маркиза де Тораль, 19-я маркиза де Ломбай, 15-я маркиза де Фромиста (в 2009 году передала свой титул своей дочери Марии де ла Грасии, 16-й маркизы де Фромиста), 20-я графиня де Уренья, 17-я графиня де Пеньяранда-де-Бракамонте, 20-я графиня де Фуэнсалида, 19-я графиня де Алькаудете, 13-я графиня де ла Пуэбла-де-Монтальбан, 20-я графиня де Оропеса и графиня де Салазар-де-Веласко.

1. Супруг — Педро де Солис-Бомонт и Лассо де ла Вега (1916—1959), маркиз де Валенсиана и маркиз де лас Торрес и де ла Пресса
2. Супруг — Хосе Мария де Латорре и Монтальво (1923—1991), 6-й маркиз де Монтемусо.

## Распределение титулов
16-я герцогиня де Осуна и 15-я графиня де Пинто распределила большую часть своих титулов между своими дочерьми от двух браков:
Дети от первого брака:
- Анхела Мария де Солис-Бомонт-и-Тельес-Хирон (род. 1950), 18-й герцогиня де Аркос (грандесса Испании), 18-я маркиза де Пеньяфьель.
  - Супруг — Альваро де Ульоа-и-Суэльвес (род. 1950), 11-й маркиз де Кастро-Серна и 14-й граф де Аданеро. У супругов две дочери:
    - Анхела Мария де Ульоа-и-Солис-Бомон, 21-я графиня де Уренья (род. 1973)
    - Мария Кристина де Ульоа-и-Солис-Бомон, маркиза де Харандилья (род. 1995)
- Мария де Грасия де Солис-Бомонт-и-Тельес-Хирон (род. 1957), 20-я герцогиня де Пласенсия (грандесса Испании), 16-я маркиза де Фромиста
  - Супруг — Карло Эммануэле ди Русполи, герцог ди Мориньяно (род. 1949). У супругов есть единственная дочь:
    - Мария де Грасия Русполи-и-Солис-Бомон, 16-я маркиза де Вильяр-де-Граханехос (род. 1977)

Дети от второго брака:
- Мария дель Пилар Латорре-и-Тельес-Хирон (род. 1965), 15-я герцогиня де Уседа (грандесса Испании), 7-я маркиза де Монтемусо и 15-я маркиза де Бельмонте.
  - Супруг — Мигель Анхель Пастор-и-Велес.
- Мария Асунсьон Латорре-и-Тельес-Хирон (род. 1968), 22-я герцогиня де Медина-де-Риосеко (грандесса Испания) и графиня де Салазар-Веласко
  - Супруг — Кристобаль де Кастильо Ибарра.